# کیلوار
کیلوار (به ترکی آذربایجانی: Kilvar، به ارمنی: یلوار Քիլվար) یک منطقه مسکونی در جمهوری آذربایجان که در شهرستان شابران (دوه‌چی) واقع شده‌است.

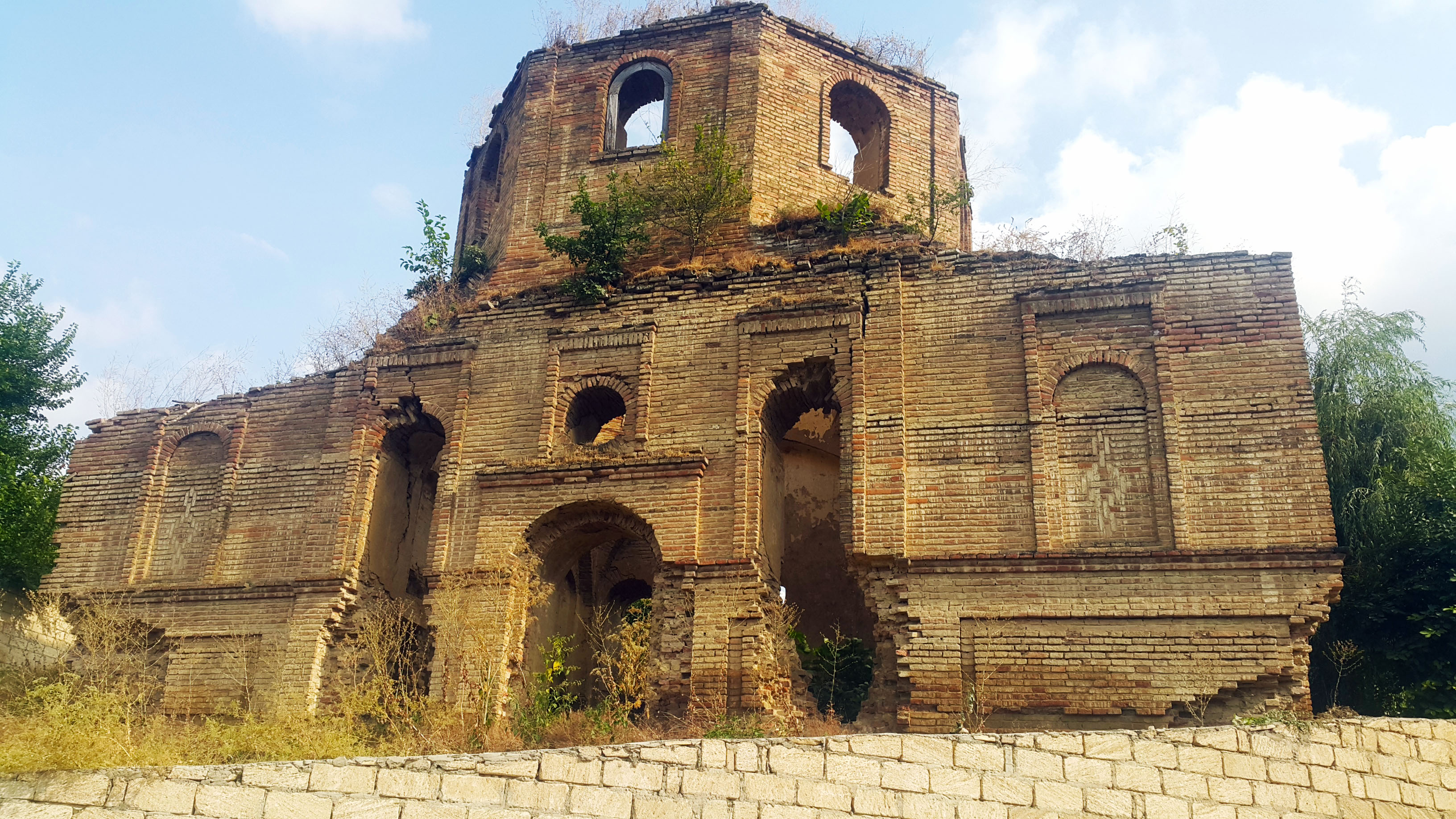
ویرانه‌های کلیسای ارامنه در کیلور

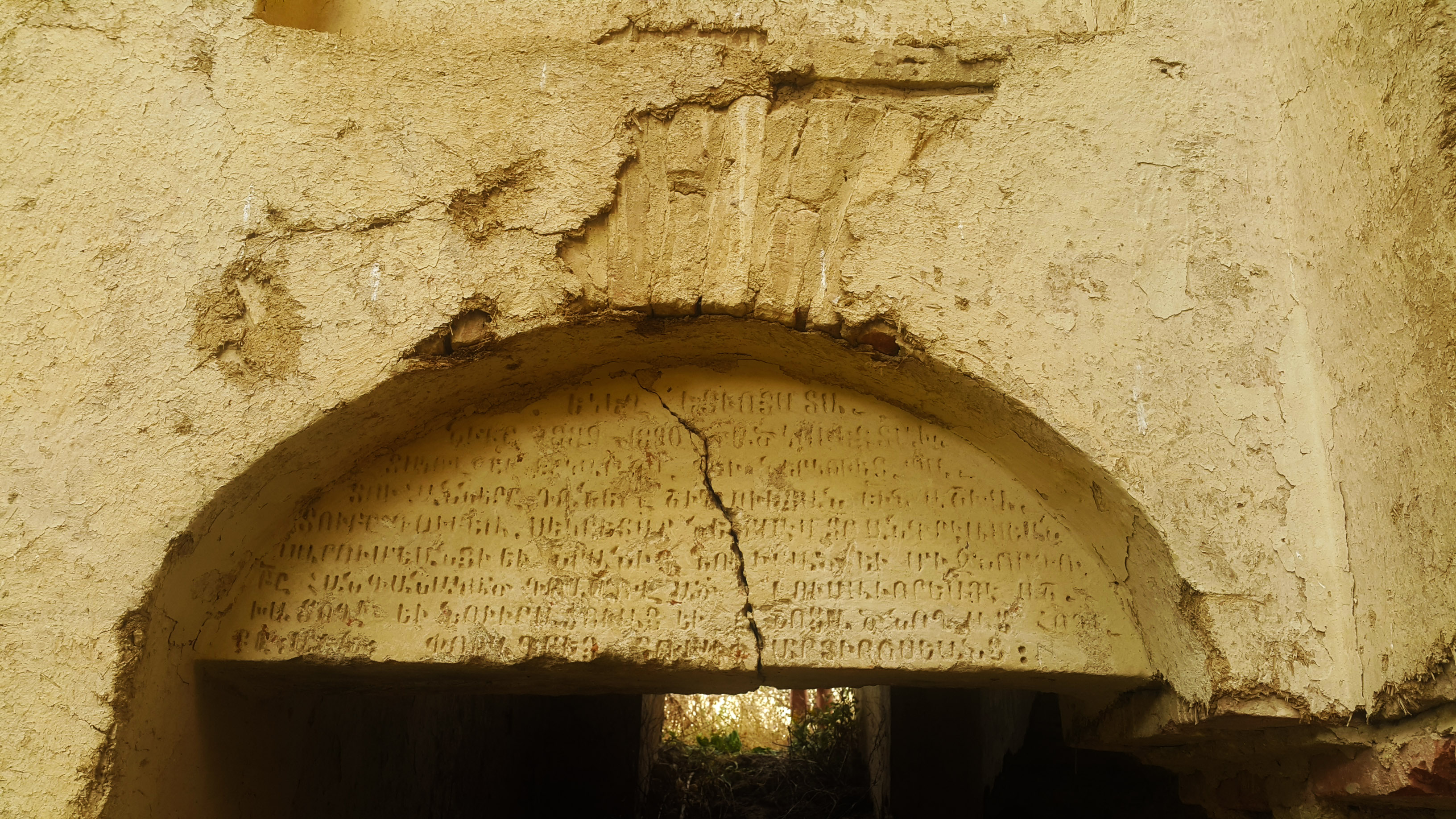
یک کتیبه به زبان ارمنی در یک بنای مخروبه

کیلوار یکی از چند منطقه تماماً ارمنی‌نشین و تات‌نشین بود که در سال ۱۹۹۰ همه ارمنیان آن اخراج شدند.